# El Guayabo Colorado
El Guayabo Colorado är en ort i Mexiko.   Den ligger i kommunen Ario och delstaten Michoacán de Ocampo, i den södra delen av landet, 280 km väster om huvudstaden Mexico City. El Guayabo Colorado ligger 926 meter över havet och antalet invånare är 153.
Terrängen runt El Guayabo Colorado är kuperad västerut, men österut är den bergig. Runt El Guayabo Colorado är det glesbefolkat, med 20 invånare per kvadratkilometer. Närmaste större samhälle är La Huacana, 10,9 km väster om El Guayabo Colorado. I omgivningarna runt El Guayabo Colorado växer huvudsakligen savannskog.